# Nijnekamsk
Nizhnekamsk (ru. Нижнекамск) este un oraș din Republica Tatarstan, Federația Rusă, cu o populație de 225.399 locuitori.
1. ↑   http://e-nizhnekamsk.ru/raion/History/history.php Lipsește sau este vid: |title= (ajutor)